# Володар Баллантре (фільм, 1953)
Володар Баллантре (нім. The Master of Ballantrae) — британський пригодницький фільм технології техніколор 1953 року режисера Вільяма Кейлі. Вільна та дуже скорочена екранізація однойменного роману Роберта Луїса Стівенсона 1889 року.

## Сюжет
Джеймі Дюрі (Еррол Флінн), спадкоємець маєтку Баллантре, відданий Стюартам, захоплюється бійками і романтичними пригодами. Джеймі приєднується до шотландських повстанських військ і бере участь у боях проти англійців. Але перемогу здобувають англійці, вони незабаром окуповують всю країну. На Джеймі, якого розшукує нова влада, доносить Джессі Браун (Івонн Фюрно), його ревнива коханка. Він ледве врятувався від переслідувачів і, поранений, змушений був ховатися в чагарнику. Однак більше, ніж від фізичного болю, Джеймі страждає від помилкової думки, що це його брат, Генрі Дюрі (Ентоні Стіл), продав його англійцям, щоб забрати маєток і його наречену Елісон (Беатріс Кембелл). Йому вдається втекти за допомогою ірландського полковника Френсіса Берка (Роджер Лайвсі).
Після різноманітних пригод, які призводять їх до контакту з піратами, вони заволодівають іспанським галеоном і повертаються багатими до Шотландії. В маєтку Баллантре вони стикаються з англійцями і ті їх заарештовують. За допомогою Генрі та Джессі, яка зізналася у своїй зраді, їм вдається втекти. Джеймі дарує своєму братові Генрі деякі з іспанських коштовностей, залишає йому маєток і їде до Америки з полковником Берком і Еллісон.

## Ролі виконують
- Еррол Флінн — Джеймі Дюрі
- Роджер Лайвсі[en] — полковник Френсіс Берк
- Ентоні Стіл[en] — Генрі Дюрі
- Беатріс Кембелл[en] — леді Елісон
- Івонн Фюрно[en] — Джессі Браун
- Фелікс Ейлмер[en] — лорд Дюрі
- Мервін Джонс[en] — МакКеллар

## Навколо фільму
- Вступні титри: Історія, всі імена, персонажі та події, зображені у цьому фільмі, є вигаданими.
- Фільм знімався шість днів на тиждень у Великій Британії в 1952 році з 25 червня по серпень, в Корнуоллі та на Шотландському нагір'ї. Піратські сцени фільмували в Палермо на Сицилії.[1]
- Чемпіон з фехтування сержант Роберт Андерсон[en] з (Британської) Королівської морської піхоти пішов у відпустку, щоб взяти участь у фільмі.
- «Граючи в цьому фільмі, я зрозумів, що це був час розквіту великих коханців», — сказав Флінн. «У 18 столітті чоловіки ставилися до своїх жінок або як до ангелів, або як до покоївок. Вони були або галантними, або грубо романтичними, і жінки очікували цього так чи інакше».